# Tündérmolyfélék
A tündérmolyfélék (Cosmopterigidae) a valódi lepkék (Glossata) alrendjébe tartozó sarlós ajkú molyszerűek (Gelechioidea) öregcsalád egyik családja.
A család az egész Földön elterjedt, pedig viszonylag kevés fajt számlál. Hazánkban 35 faja él. Magyar nevüket onnan kapták, hogy a színpompás lepkék némelyike ezüsttel csíkozott.
A lepkék éjszaka repülnek, a mesterséges fény erősen vonzza őket. Hernyóik növények leveleiben aknáznak, vagy a leveleken élnek (Mészáros, 2005).

## Ismertebb fajaik
- ezüstmintás tündérmoly (Pyroderces argyrogrammos Zeller, 1847)

Régebben ebbe a családba sorolták a lándzsás szárnyú almamolyt (Blastodacna atra), az alma ismert kártevőjét is, de újabban ezt a fajt áttették a lándzsás tündérmolyfélék (Agonoxenidae) családjába.